# Zdunki
Zdunki [pronunciación en polaco: /ˈzdunki/] ( en alemán: Sdunken, entre 1938-45: Ulrichsfelde) es un pueblo en el distrito administrativo de Gmina Ełk, dentro del Distrito de Ełk, Voivodato de Varmia y Masuria, en el norte de Polonia. Se encuentra a unos 8 kilómetros sur de Ełk y 122 kilómetros al este de la capital regional, Olsztyn.

## Cocina local
La carne de res y el repollo forman la base de muchos platos locales, en particular las hojas de repollo hervidas envueltas alrededor de carne picada. Otra especialidad son las chuletas empanadas y, para los dulces, el piernik (pan de jengibre).